# Erinna (krater)
Erinna är en nedslagskrater på planeten Venus. Erinna har fått sitt namn efter skalden Erinna.
Kratern har en diameter på ungefär 33 km.